# Antisemitismo estalinista
La expresión antisemitismo estalinista designa una de las formas históricas del antisemitismo que fue también una de las derivas ideológicas del estalinismo, un instrumento de promoción del patriotismo soviético de preponderancia rusa, manifestado a través de los eslóganes y de los actos antisemitas no sistemáticos y no obsesivos (contrariamente al régimen nazi) según los intereses y los recelos del régimen. En las grandes purgas militares de los años 1937-1938, hubo judíos entre las víctimas, pero el terror estalinista no apuntaba directamente a los judíos de forma específica.
A partir de finales de los años 1930, pero sobre todo después de la Segunda Guerra Mundial, el régimen de Stalin intenta recuperar para su beneficio los antiguos prejuicios antisemitas heredados de la historia. La diplomacia soviética habría tenido un papel importante en la creación del Estado de Israel en 1948, pero el apoyo que le brindó también Estados Unidos empujó Stalin a revolverse contra él y a jugar la carta del antisionismo. Mientras que extiende su poder en el bloque del Este, Stalin reanuda con los mitos del «complot judío» que paradójicamente provenía del zarismo ("judeo-bolchevismo") que Stalin recicla en «infiltración en el seno del Partido» de «elementos oportunistas que persiguen sus propios objetivos».
El régimen soviético no apunta a los judíos en tanto que etnia soviética (национальность), pero en tanto que grupo confesional y cultural internacional sospechoso de «cosmopolitismo» y de «vínculos con el imperialismo». La masacre de judíos soviéticos durante la Segunda Guerra es mencionada únicamente como crimen nazi contra los civiles soviéticos, todo vínculo con la «solución final» y la tesis del «judeo-bolchevismo» están ocultadas en tanto que «punto de vista nacionalista burgués»: el proyecto de publicación del Libro negro en 1947 provocan persecuciones selectivas contra judíos como la «noche de los poetas asesinados» o el supuesto «complot de los médicos». 